# ماریوس هیلر
ماریوس هیلر که با نام ادواردو هیلر نیز شناخته می‌شود (۵ اوت ۱۸۹۲ – ۱۷ اکتبر ۱۹۶۴)، یک بازیکن فوتبال بود که برای تیم‌های ملی آلمان و آرژانتین بازی کرده‌است. او برادرزاده آرتور هیلر هموطن آلمانی خود بود.
هیلر در آلمان برای اف‌سی فورتسهایم بازی می‌کرد و سه بار برای تیم ملی آلمان به میدان رفت. او تا به امروز رکورددار جوانترین گلزن تاریخ تیم ملی آلمان و دومین بازیکن جوان تاریخ این کشور است.